# گریس و چاک شگفت‌انگیز
گریس و چاک شگفت‌انگیز (به انگلیسی: Amazing Grace and Chuck) یک فیلم درام آمریکایی محصول سال ۱۹۸۷ به کارگردانی مایک نیوول و با بازی ویلیام پترسن، جیمی لی کرتیس و گریگوری پک است. 